# Resolució 243 del Consell de Seguretat de les Nacions Unides
La Resolució 243 del Consell de Seguretat de les Nacions Unides, aprovada el 12 de desembre de 1967 després d'examinar l'aplicació de la República Popular del Iemen del Sud per a ser membre de les Nacions Unides, el Consell va recomanar a l'Assemblea general que la República Popular del Iemen del Sud fos admesa.